# شريف عبد الرحمن الأنصاري
شريف عبد الرحمن الأنصاري: (توفي عام 1986)
ناشر عربي من لبنـان، توفي عام 1986. هو صاحب دار نشر «المكتبة العصرية» في صيدا وبيروت، وهي من أشهر دور النشر في العالم العربي. نشرت كثيرا من الكتب الحديثة والقديمة في أفرع الثقافة العالية. ومن ذلك كتاب النحو المشهور «جامع الدروس العربية» (في أجزاء ثلاثة) للشيخ مصطفى الغلاييني، ومؤلفات الكاتب المصري الكبير الأستاذ عباس محمود العقاد، وغيرها.